# Ostanes pristis
Genre
Espèce
Ostanes pristis, unique représentant du genre Ostanes, est une espèce d'araignées aranéomorphes de la famille des Thomisidae.

## Distribution
Cette espèce se rencontre en Afrique de l'Ouest.

## Description
La femelle holotype mesure 4,5 mm.

## Publication originale
- Simon, 1895 : Histoire naturelle des araignées. Paris, vol. 1, p. 761-1084 (texte intégral).